# Mes (bäranordning)

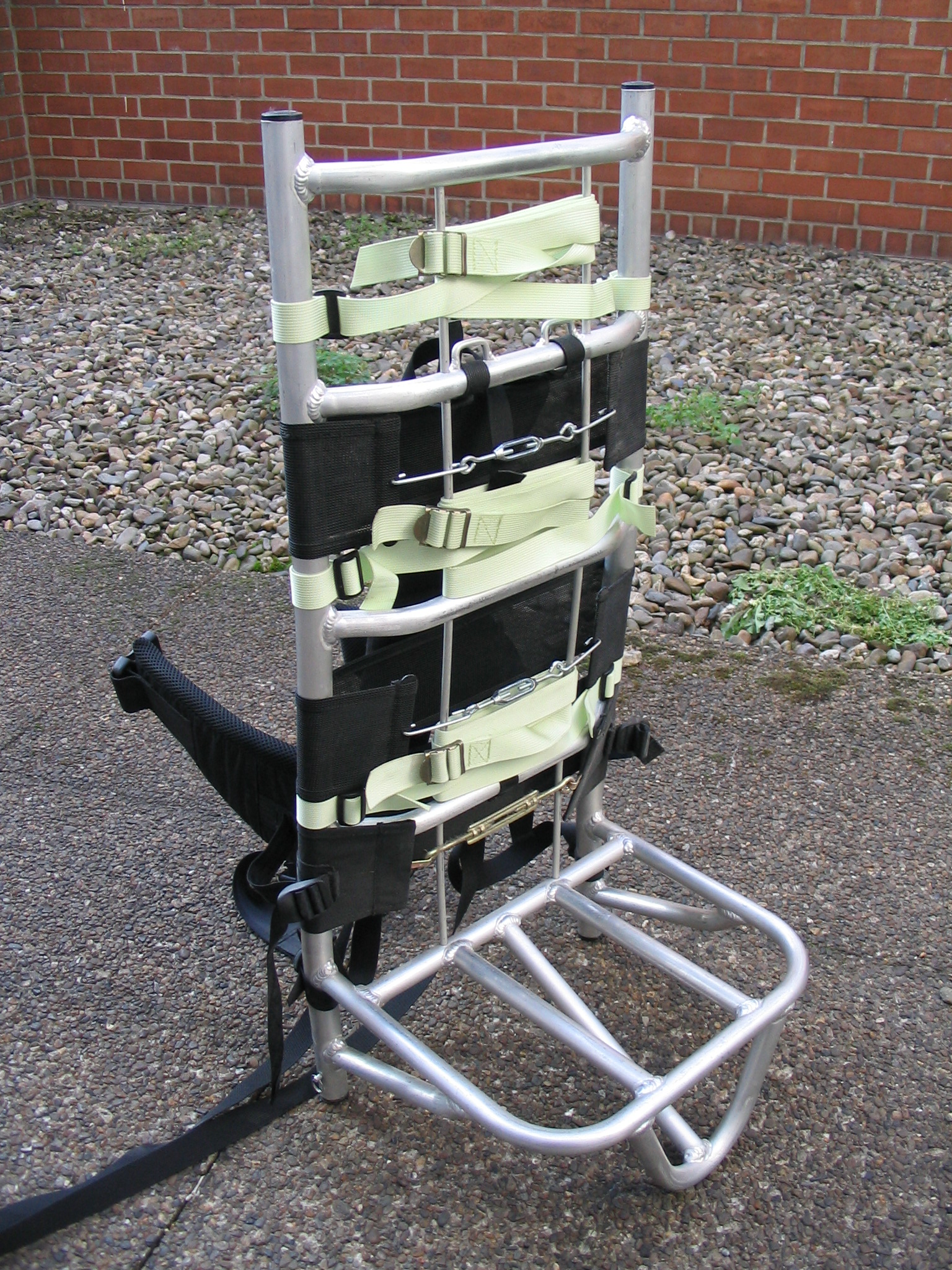
Mes

Mes är en bäranordning som bärs på ryggen med remmar. De består av ett ramverk och kan bäras i kombination med en ryggsäck eller utan.
Lastmes består av en stabil ram med hylla. Den är till för att bära saker eller utrustning som man inte får plats med i en ryggsäck.